# Safia Djelal
Safia Djelal (in arabo صفية جلال‎?; Batna, 4 marzo 1983) è un'atleta paralimpica algerina specializzata nel getto del peso, lancio del disco e lancio del giavellotto e classificata F57.

## Biografia
Debutta a livello internazionale nel 2022, quando partecipa ai campionati mondiali paralimpici di Lilla, dove si classifica settima nel lancio del disco F57 e prima del lancio del giavellotto F57-58.
Nel 2004 prende parte ai Giochi paralimpici di Atene, conquistando la medaglia d'oro nel lancio del giavellotto F56-58 e classificandosi settimo e tredicesimo rispettivamente nel getto del peso e lancio del disco F56-58. Ai campionati mondiali paralimpici di Assen 2006 si riconferma campionessa mondiale del lancio del giavellotto F57-58, riuscendo inoltre a guadagnare la medaglia d'argento nel getto del peso F58 e il quarto posto nel lancio del disco F58.
Dopo una partecipazione ai Giochi paralimpici di Pechino 2008 dove ha raggiunto la quinta e la nona posizione nel lancio del giavellotto e nel getto del peso F57-58, nel 2011 conquista la medaglia d'argento ai campionati mondiali paralimpici di Christchurch, dove ottiene la medaglia d'argento nel lancio del giavellotto F57-58 e il quarto posto nel getto del peso F57-58.
Nel 2012 si classifica quarta nel lancio del giavellotto F57-58 ai Giochi paralimpici di Londra, dove raggiunge anche la quarta posizione in classifica nel getto del peso F57-58. L'anno successivo si diploma campionessa mondiale del lancio del giavellotto F57-58 ai campionati paralimpici di Lione, mentre nell'edizione di Doha 2015 si classifica quarta nel getto del peso e nel lancio del disco F57, stessa posizione che ottiene nel lancio del disco F57 ai Giochi paralimpici di Rio de Janeiro 2016.
Nel 2017 partecipa ai campionati mondiali paralimpici di Londra, conquistando la medaglia di bronzo nel getto del peso F57, risultato confermato anche ai campionati di Dubai 2019, unitamente al bronzo nel getto del peso F57. Nel 2021, ai Giochi paralimpici di Tokyo, dopo aver raggiunto la quinta posizione nel lancio del disco F57, conquista il titolo di campionessa paralimpico nel getto del peso F57 grazie a un lancio di 11,29 m, valido come nuovo record mondiale paralimpico di categoria. Tre anni dopo si ripete alle Paralimpiadi di Parigi, vincendo l'oro nel getto del peso con il nuovo record paralimpico di 11,56 metri.

## Record nazionali
- Getto del peso F57: 11,62 m  ( Kōbe, 23 maggio 2024)

## Palmarès
| Anno | Manifestazione       | Sede           | Evento                        | Risultato | Prestazione | Note               |
| ---- | -------------------- | -------------- | ----------------------------- | --------- | ----------- | ------------------ |
| 2002 | Mondiali paralimpici | Lilla          | Lancio del disco F58          | 7ª        | 19,81 m     |                    |
| 2002 | Mondiali paralimpici | Lilla          | Lancio del giavellotto F57-58 | Oro       | 25,96 m     |                    |
| 2004 | Giochi paralimpici   | Atene          | Getto del peso F56-58         | 7ª        | 9,17 m      |                    |
| 2004 | Giochi paralimpici   | Atene          | Lancio del disco F56-58       | 13ª       | 28,21 m     |                    |
| 2004 | Giochi paralimpici   | Atene          | Lancio del giavellotto F56-58 | Oro       | 30,97 m     |                    |
| 2006 | Mondiali paralimpici | Assen          | Getto del peso F58            | Argento   | 8,82 m      |                    |
| 2006 | Mondiali paralimpici | Assen          | Lancio del disco F58          | 4ª        | 28,95 m     |                    |
| 2006 | Mondiali paralimpici | Assen          | Lancio del disco F57-58       | Oro       | 30,99 m     |                    |
| 2008 | Giochi paralimpici   | Pechino        | Getto del peso F57-58         | 9ª        | 8,91 m      |                    |
| 2008 | Giochi paralimpici   | Pechino        | Lancio del giavellotto F57-58 | 5ª        | 29,89 m     |                    |
| 2011 | Mondiali paralimpici | Christchurch   | Getto del peso F57-58         | 4ª        | 9,12 m      |                    |
| 2011 | Mondiali paralimpici | Christchurch   | Lancio del giavellotto F57-58 | Argento   | 26,98 m     |                    |
| 2012 | Giochi paralimpici   | Londra         | Getto del peso F57-58         | 4ª        | 10,52 m     |                    |
| 2012 | Giochi paralimpici   | Londra         | Lancio del giavellotto F57-58 | Argento   | 28,87 m     |                    |
| 2013 | Mondiali paralimpici | Lione          | Getto del peso F58            | 5ª        | 10,89 m     |                    |
| 2013 | Mondiali paralimpici | Lione          | Lancio del giavellotto F57-58 | Oro       | 30,53 m     |                    |
| 2015 | Mondiali paralimpici | Doha           | Getto del peso F57            | 4ª        | 10,15 m     |                    |
| 2015 | Mondiali paralimpici | Doha           | Lancio del disco F57          | 4ª        | 27,89 m     |                    |
| 2016 | Giochi paralimpici   | Rio de Janeiro | Getto del peso F57            | Finale    | nm          |                    |
| 2016 | Giochi paralimpici   | Rio de Janeiro | Lancio del disco F57          | 4ª        | 27,34 m     |                    |
| 2017 | Mondiali paralimpici | Londra         | Getto del peso F57            | Bronzo    | 10,29 m     |                    |
| 2017 | Mondiali paralimpici | Londra         | Lancio del disco F57          | 4ª        | 26,55 m     |                    |
| 2019 | Mondiali paralimpici | Dubai          | Getto del peso F57            | Bronzo    | 10,10 m     |                    |
| 2019 | Mondiali paralimpici | Dubai          | Lancio del disco F57          | Bronzo    | 31,05 m     |                    |
| 2021 | Giochi paralimpici   | Tokyo          | Getto del peso F57            | Oro       | 11,29 m     |                    |
| 2021 | Giochi paralimpici   | Tokyo          | Lancio del disco F57          | 5ª        | 29,47 m     |                    |
| 2024 | Mondiali paralimpici | Kōbe           | Getto del peso F57            | Oro       | 11,62 m     |                    |
| 2024 | Giochi paralimpici   | Parigi         | Getto del peso F57            | Oro       | 11,56 m     | Record paralimpico |